# Microhouse
Microhouse ist eine Variante des Minimal House und damit der House-Musik zugehörig. Genreverwandt ist Minimal House mit Minimal Techno, Minimal Electro und Minimal Music.

## Begriff
Der Begriff Microhouse wurde 2001 vom Musikjournalisten Philip Sherburne in seinem The Wire-Artikel The Rules of Reduction geprägt (Juli-Ausgabe, nr. 209). Er bezeichnet eine primär deutsche Spielart von Minimalhouse, die Chicago House auf die dreifache Essenz aus Rhythmus, Soul und Stille reduziert, wie Sherbourne schreibt. Auf Klangflächen wird weitestgehend verzichtet. Verschiedene Rhythmuselemente wie Kickdrum und Hi-Hat sind oft durch ultrakurze Samples ersetzt, Samples, jenseits der Grenze des Wiedererkennbaren. Sie stammen nicht nur aus den Platten- und CD-Archiven der DJs, sondern auch aus Fehlfunktionen des Equipments (Glitches wie Kratzen, Rauschen, Klicken, Verzerren etc.). Kommen Vocals vor, so werden diese konsequenterweise auf Minimalaussagen oder gar Satzfragmente reduziert. Alle Samples werden rhythmisch eingesetzt, so dass von der Housemusik nur gerade noch ein Gerüst übrig bleibt. Es gilt die Analogie: Soul verhält sich zu spätem James Brown wie House zu Microhouse.

## Vorbilder, Einflüsse
Die wesentlichsten Vorbilder kommen aus dem Minimalhouse-Umfeld. Es sind: Richie Hawtin alias Plastikman, Mike Inks Studio 1- und M:I:5-Releases.

## Labels
Reine Microhouse-Labels gibt es nur wenige: Force Tracks (Luomo, MRI), Perlon (Ricardo Villalobos, Markus Nikolai, Pantytec) oder Trapez (Akufen, M.I.A.). Viele Microhouse-Tracks erschienen bei bereits etablierten Techno- bzw. Techhouse-Labeln wie Playhouse (Isolée, Losoul), Kompakt (Sascha Funke, Michael Mayer), Force Inc. Music Works, Force Tracks, Festplatten oder Klang Elektronik (Farben). Auch auf dem Frankfurter Label Mille Plateaux erschienen einige Microhouse-Platten.

## Künstler
- Akufen
- Farben
- Lawrence
- Losoul
- Ark
- Frivolous
- Markus Nikolai
- Sascha Funke
- The Modernist
- Markus Güntner
- SCSI-9
- Benjamin Wild
- Isolée
- John Tejada
- Martin Landsky
- Matthew Dear
- Matthew Herbert
- Michael Mayer
- Monolake
- Pantha du Prince
- Ricardo Villalobos
- Luomo